# 鳥屋野 (新潟市)
鳥屋野（とやの）は、新潟県新潟市中央区の町字。現行行政地名は鳥屋野一丁目から鳥屋野四丁目と大字鳥屋野。住居表示は一丁目から四丁目が実施済み区域、大字が未実施区域。郵便番号は950-0951。

## 概要
1889年（明治22年）から現在の大字。及び1985年（昭和60年）から現在の町名。信濃川下流右岸の自然堤防上に位置する。
もとは江戸時代から1889年（明治22年）まであった鳥屋野村の区域の一部。

### 隣接する町字
北から東回り順に、以下の町字と隣接する。
- 網川原
- 女池上山
- 愛宕
- 女池神明
- 女池
- 小張木
- 上沼
- 太右エ門新田
- 大島
- 美咲町

## 歴史
開発年代は不明。807年（大同2年）空海作と伝える爪彫地蔵があり、親鸞が一時期布教した奇跡である逆竹がある。昭和30年代後半から宅地化が急速に進む。

### 編入した村・新田
1889年（明治22年）以前に、以下の村・新田を編入。
藤巻新田（ふじまきしんでん）
江戸時代から1874年（明治7年）まであった新田。信濃川下流右岸の自然堤防上に位置する。1874年（明治7年）に鳥屋野村の一部となる。

### 分立した町字
2015年（平成27年）以後に、以下の町字が分立。
鳥屋野南（とやのみなみ）
2015年（平成27年）7月27日に分立した町字。

### 年表
- 1889年（明治22年）4月1日 : 合併により鳥屋王村の大字となる。
- 1901年（明治34年）11月1日 : 鳥屋王村が改称し、鳥屋野村の大字となる。
- 1943年（昭和18年）5月3日 : 合併により新潟市の大字となる。
- 2007年（平成19年）4月1日 : 新潟市の政令指定都市移行により、中央区の大字となる。

## 世帯数と人口
2018年（平成30年）1月31日現在の世帯数と人口は以下の通りである。
| 大字・丁目   | 世帯数    | 人口    |
| ------------ | --------- | ------- |
| 鳥屋野       | 472世帯   | 1,033人 |
| 鳥屋野一丁目 | 638世帯   | 1,525人 |
| 鳥屋野二丁目 | 414世帯   | 945人   |
| 鳥屋野三丁目 | 297世帯   | 735人   |
| 鳥屋野四丁目 | 276世帯   | 665人   |
| 計           | 2,097世帯 | 4,903人 |

## 小・中学校の学区
市立小・中学校に通う場合、学区は以下の通りとなる。
| 大字・丁目   | 番地 | 小学校               | 中学校             |
| ------------ | ---- | -------------------- | ------------------ |
| 鳥屋野       | 全域 | 新潟市立鳥屋野小学校 | 新潟市立上山中学校 |
| 鳥屋野一丁目 | 全域 | 新潟市立鳥屋野小学校 | 新潟市立上山中学校 |
| 鳥屋野二丁目 | 全域 | 新潟市立鳥屋野小学校 | 新潟市立上山中学校 |
| 鳥屋野三丁目 | 全域 | 新潟市立鳥屋野小学校 | 新潟市立上山中学校 |
| 鳥屋野四丁目 | 全域 | 新潟市立鳥屋野小学校 | 新潟市立上山中学校 |

## 文化
鳥屋野六階節
鳥屋野で行われる盆踊りの際に唄われる。700年以上の歴史があり、親鸞が伝えたという説と、順徳天皇が鳥屋野に滞在したときに伝わったという二説がある。

## 交通
- 国道116号
- 新潟県道1号新潟小須戸三条線